# Veeteelt

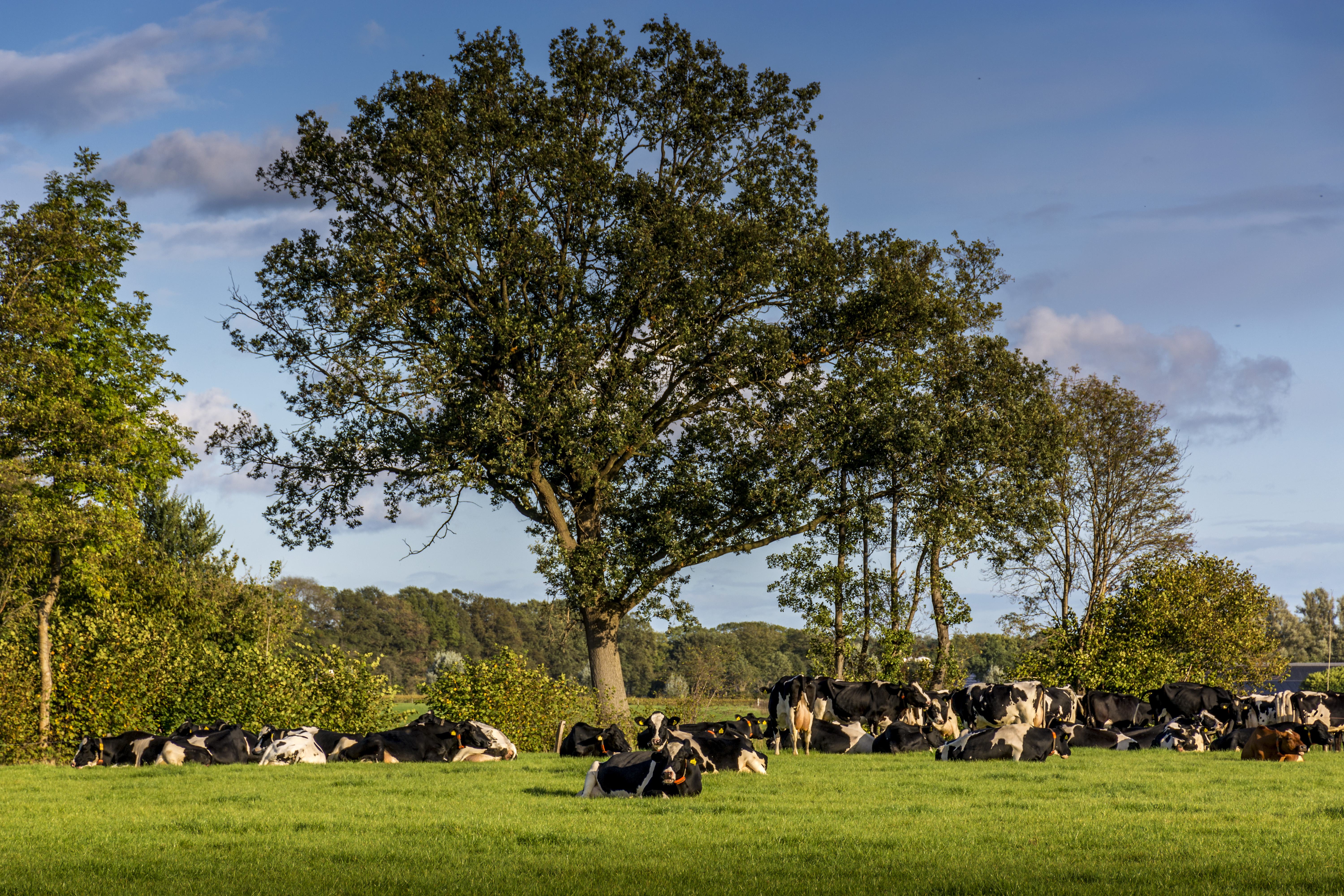
Melkkoeien in de wei.

Veeteelt of veehouderij is de tak van landbouw waarbij men dieren houdt voor het verkrijgen van nuttige producten. Hierbij is diervoeder nodig, terwijl als nevenproduct mest optreedt. Hoewel een groot aantal diersoorten om deze redenen kunnen worden gehouden en er grote regionale en mondiale verschillen bestaan, zijn er een aantal hoofdgroepen aan te wijzen.
- rundveehouderij (melkvee en vleesproductie)
- varkenshouderij (varkensfokkerij en varkensmesterij)
- pluimveehouderij (legkippen en vleeskippen).

Los hiervan is ook de schapenhouderij (wol en vlees, vroeger ook mest) en de geitenhouderij van belang. Naast hoenders wordt ook ander pluimvee, zoals kalkoenen, eenden en dergelijke gefokt ten behoeve van de vleesproductie.
Randgebieden zijn de pelsdierfokkerij en de paardenfokkerij. De laatste was van belang voor het verkrijgen van voldoende trekdieren. Ten gevolge van de landbouwmechanisatie is dit belang goeddeels verdwenen.
De veehouderij heeft een ontwikkeling doorgemaakt van kleinschalig en divers naar grootschalig en gespecialiseerd. Men spreekt dan van intensieve veehouderij. Kenmerk hierbij is het niet-grondgebonden karakter (het vee bevindt zich in stallen en het veevoeder komt van buitenaf). Verder speelt genetische uniformiteit, gericht op maximale productiviteit, een belangrijke rol.
Vraagstukken die hierbij ontstaan zijn: een grote concentratie van eenvormige dieren op een klein gebied, wat leidt tot ziektegevoeligheid, uitstoot van schadelijke stoffen zoals ammoniak, mestoverschotten en dergelijke. Ook de grootschalige productie van veevoer leidt tot problemen: eenvormige vlakten met maïs en Engels raaigras en in het buitenland: vernietiging van biodiversiteit voor grootschalige verbouw van veevoederingrediënten. 

## Veeteelt in Nederland

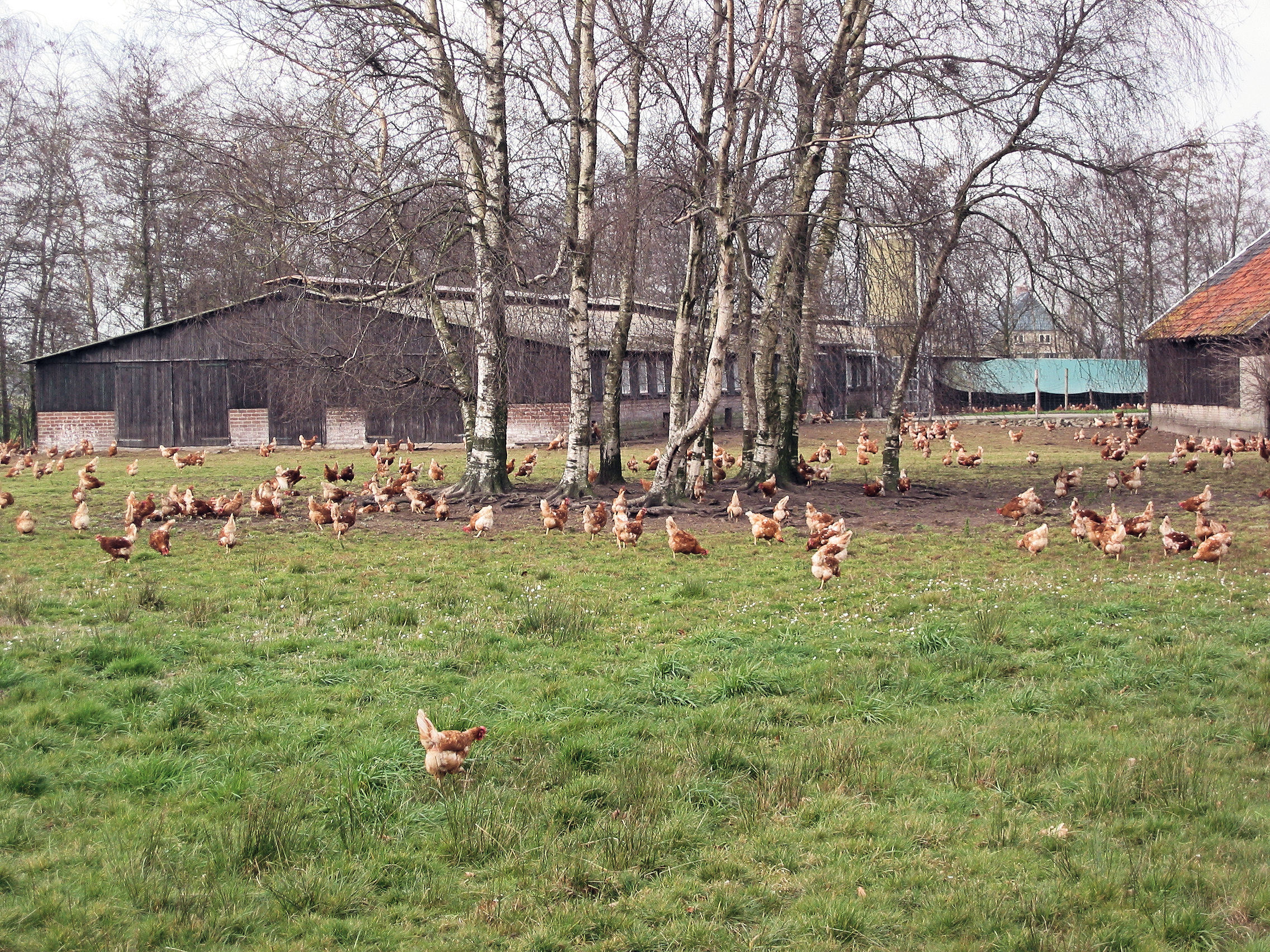
Kippen met vrije uitloop.

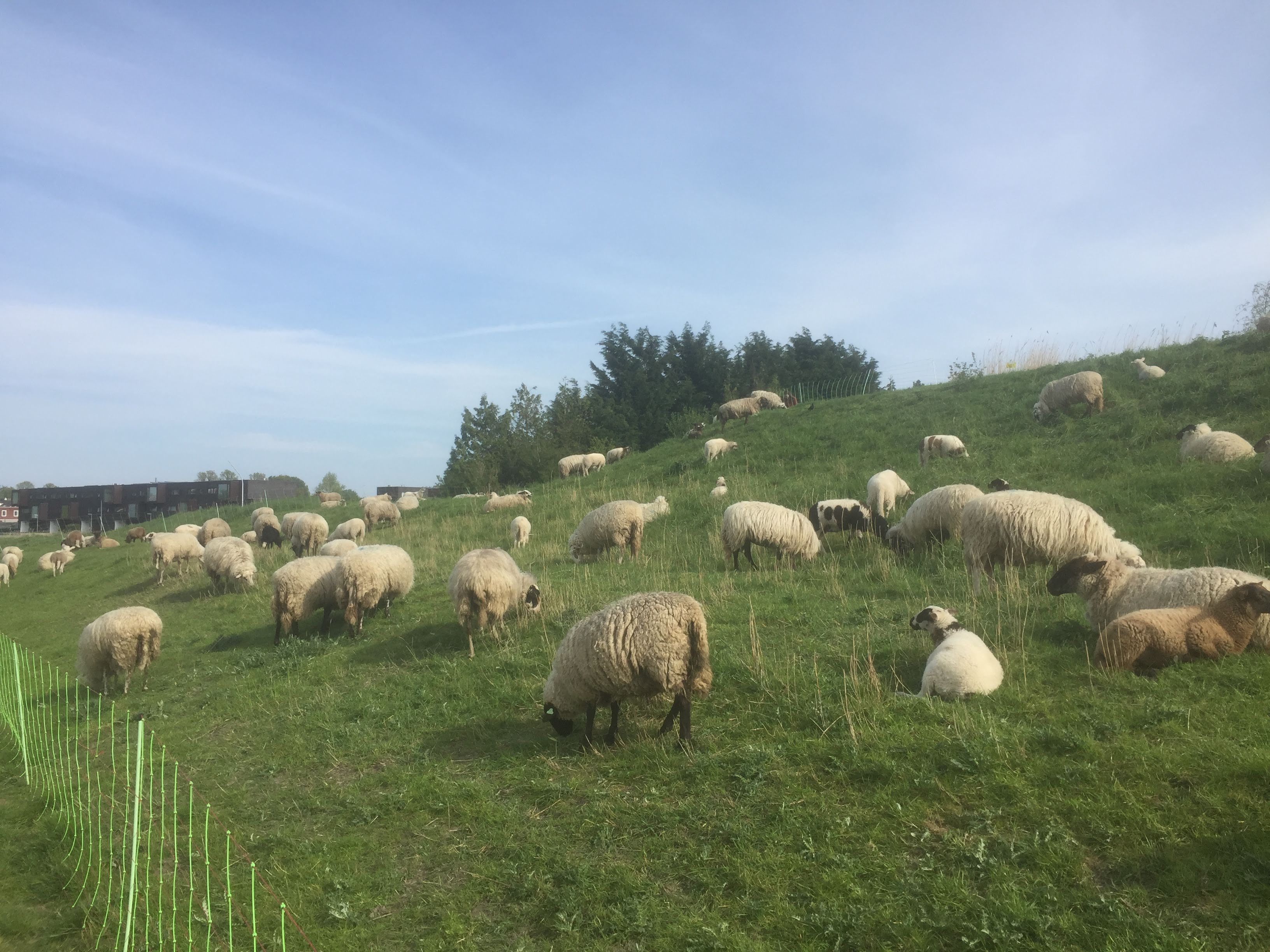
Schaapskudde

### Omvang
Er worden in de Nederlandse agrarische sector meer dan 100 miljoen dieren (varkens, runderen, geiten, kippen en schapen) gehouden.
| Dier                         | Aantal 2006   | Aantal 2007   | Aantal 2012   |
| ---------------------------- | ------------- | ------------- | ------------- |
| runderen (vlees- en melkvee) | 3,8 miljoen   | 3,7 miljoen   | 3,9 miljoen   |
| schapen en geiten            | 1,7 miljoen   | 1,3 miljoen   | 1,4 miljoen   |
| varkens                      | 11,6 miljoen  | 11,6 miljoen  | 12 miljoen    |
| kippen (vlees- en legkippen) | 83 miljoen    | 92,7 miljoen  | 95 miljoen    |
| totaal:                      | 100,1 miljoen | 109,3 miljoen | 112,3 miljoen |

Daarnaast zijn er nog kalkoenen, eenden en konijnen. Volgens het Productschap voor Pluimvee en Eieren werden in 2009 bijna 10 miljard eieren gelegd, een groot deel daarvan wordt geëxporteerd.
In 2012 werden 552,5 miljoen runderen, geiten, varkens, schapen en pluimvee geslacht.
| geslachte dieren  | Aantal 2006   | Aantal 2012   |
| ----------------- | ------------- | ------------- |
| runderen          | 1,9 miljoen   | 1,9 miljoen   |
| schapen en geiten | 0,7 miljoen   | 0,6 miljoen   |
| varkens           | 14 miljoen    | 14 miljoen    |
| kippen            | 404 miljoen   | 534 miljoen   |
| totaal:           | 420,6 miljoen | 550,5 miljoen |